# EX-334
La EX-334 es una carretera de titularidad de la Junta de Extremadura. Su categoría es local. La denominación oficial es EX-334, de Villafranca de los Barros a Palomas.

## Historia de la carretera
Es la antigua BA-600, cuya nomenclatura cambió a EX-334 al redefinirse la Red de Carreteras de Extremadura en 1997.

## Inicio
Tiene su origen en la intersección con la N-630 en la localidad de Villafranca de los Barros.

## Final
El final está en la glorieta intersección con EX-210, EX-212 y EX-335, cerca de la localidad de Palomas.

## Trazado, localidades y carreteras enlazadas
La longitud real de la carretera es de 26.740 m, de los que la totalidad discurren en la provincia de Badajoz.
Su desarrollo es el siguiente:
| P. K.           | HITO                                                           |
| --------------- | -------------------------------------------------------------- |
| 0+000           | Inicio. N-630 (Villafranca de los Barros)                      |
| 0+000 - 1+860   | Travesía de Villafranca de los Barros                          |
| 0+410 - 0+450   | Puente sobre arroyo Bonhabal                                   |
| 1+500           | Intersección EX-342 (Ribera del Fresno)                        |
| 2+320           | Intersección Variante de Villafranca de los Barros ( BA-6004 ) |
| 10+050 - 10+080 | Puente sobre arroyo Valmedel                                   |
| 12+540          | Intersección BA-121 (Ribera del Fresno)                        |
| 19+310 - 19+380 | Puente sobre río Matachel                                      |
| 26+740          | Fin. Glorieta intersección EX-210 / EX-212 / EX-335 (Palomas)  |

## Otros datos de interés
(IMD, estructuras singulares, tramos desdoblados, etc.).
El ancho de la plataforma es de 7 metros, con dos carriles de 3 metros y dos arcenes de 0,50 metros.
Los datos sobre Intensidades Medias Diarias en el año 2006 son los siguientes:
| P. K.                             | IMD | Ligeros | Pesados | % Pesados |
| --------------------------------- | --- | ------- | ------- | --------- |
| 0+500 (Villafranca de los Barros) | 749 | 691     | 58      | 7,8       |
| 12+000                            | 729 | 668     | 61      | 8,3       |
| 22+000                            | 686 | 618     | 68      | 9,9       |

## Evolución futura de la carretera
La carretera se encuentra acondicionada dentro de las actuaciones previstas en el Plan Regional de Carreteras de Extremadura.